# MAO RINK TACHIKAWA TACHIHI
MAO RINK TACHIKAWA TACHIHI（マオリンクタチカワタチヒ）は、東京都立川市にあるスケートリンクである。フィギュアスケーターの浅田真央がプロデュースし、立飛ホールディングスによって2024年に建設された。

## 沿革
2021年3月、浅田が立飛ホールディングスの代表取締役社長・村山正道に直談判したところからプロジェクトが始まった。村山は浅田によるA3用紙2枚の手書きによる十数分のプレゼンテーションを受け、ゴーサインを出したという。
2023年3月28日、2024年秋に東京都立川市にスケートリンクを開設するというプロジェクト「MAO RINK PROJECT」が発表された。メディア向け発表会の中で浅田は、「MAO RINK」はスクール・アカデミー・アイスショーを3本柱とするスケートリンクとなることを説明した。
2024年11月8日にオープニングセレモニーが行われ、11月11日に「MAO RINK TACHIKAWA TACHIHI」がオープンした。個人の名前がついたフィギュアスケートリンクは国内で初めて。首都圏での通年型アイスリンクとしては、明治神宮外苑アイススケート場、ダイドードリンコアイスアリーナ、KOSE新横浜スケートセンター、三井不動産アイスパーク船橋、横浜銀行アイスアリーナ、アクアリンクちば、埼玉アイスアリーナ、東大和スケートセンターに次いで9つ目となった。

## 施設
- メインリンク - 黒を基調としたデザインの国際規格のリンク（30メートル×60メートル）。1000席の観客席を有する[7]。
- サブリンク - 国内最大級のサブリンク（24メートル×40メートル）。外の景色が見える大きな窓が付いており、春には桜並木を見ることができる。このデザインは浅田の「子供たちに四季を感じてもらいたい」という意向が込められている[7]。
- トレーニングルーム - テラス付きのトレーニングルーム。クリヤマホールディングスが取り扱う弾性スポーツシート「タラフレックス」を採用している[8]。
- スタジオ - バレエやダンスの練習ができるスタジオ[9]。